# Santé Î.-P.-É.
Santé Î.-P.-É. est la seule autorité sanitaire pour la province canadienne de l'Île-du-Prince-Édouard. Il dispense des soins médicaux au nom du ministère de la Santé et du Mieux-être du gouvernement de l'Île-du-Prince-Édouard et est dirigé par un conseil d'administration nommé par le Ministre de la Santé et du Mieux-être.
Le siège social de Santé Î.-P.-É. est situé à Charlottetown, Île-du-Prince-Édouard et exploite des hôpitaux, des centres de santé et des établissements de soins infirmiers dans toute la province tout en offrant une variété de programmes et de services.

## Histoire
Santé Î.-P.-É. a été établie par le gouvernement provincial à la suite de la sanction royale de la «Health Services Act» le 1er avril 2010. Santé Î.-P.-É. a commencé ses activités le 6 juillet 2010 avec le transfert de tous les services de soins de santé opérationnels du ministère de la Santé et du Bien-être. Lors d'une réorganisation antérieure du 8 novembre 2005 par le gouvernement provincial, les autorités sanitaires suivantes ont été dissoutes et transférées au ministère de la Santé alors nommé: Région sanitaire d'East Prince; Région sanitaire de West Prince; Région sanitaire de Kings et Région sanitaire de Queens.

## Conseil d'administration
Santé Î.-P.-É. est régi par un conseil d'administration de 11 membres, nommé par le ministre de la Santé et du Mieux-être. Le conseil se réunit mensuellement à divers endroits dans la province tandis que les comités et les groupes de travail se réunissent régulièrement entre les réunions du conseil. Dans le cadre de leur rôle dans la gestion des affaires de Santé Î.-P.-É., ils emploient le chef de la direction.

## Installations
Santé Î.-P.-É. exploite les installations suivantes :
- Hôpital Queen Elizabeth (Charlottetown)
- Hôpital du comté de Prince (Summerside)
- Hôpital Hillsborough (Charlottetown)
- Souris Hospital (Souris)
- Kings County Memorial Hospital (Montague)
- Hôpital communautaire O'Leary (O'Leary)
- Western Hospital (Alberton)

## Statistiques
Santé Î.-P.-É. dessert toute la province de l'Île-du-Prince-Édouard et, en 2013-2014, avait un budget annuel d'environ 560,8 millions de dollars. Plus de 3 700 employés et médecins y travaillent dans plus de 27 installations (cliniques et bureaux). 
À l'Île-du-Prince-Édouard, on retrouve 7 fondations d'hôpitaux qui fonctionnent indépendamment de Santé Î.-P.-É.  (Eastern Kings Health Foundation, Kings County Memorial Hospital Foundation, Queen Elizabeth Hospital Foundation, Prince County Hospital Foundation, Stewart Memorial Hospital Foundation, Western Hospital Foundation, O'Leary Community Health Fondation) 